# 日本情報経営学会
日本情報経営学会（にほんじょうほうけいえいがっかい）(Japan Society for Information and Management: JSIM)は、経営システム、企業システム、経営情報システム、社会情報システムなど各種の情報システム現象を理論的・実践的に研究する学際的な場として、1979年に設立された学会。設立時は「オフィス・オートメーション学会」という名称であったが、2007(平成19)年4月1日に現在の名称に改称した。これは、オフィス・オートメーションという概念をいかに拡大解釈しても、必ずしも現在の学会の研究活動の実態を反映していないなどの理由による。
日本情報経営学会のミッション
　「本学会は、情報ならびに情報技術を活用した組織の経営に関する研究と、その成果に基づくより良い組織経営の実現のための提言を、多様なアプローチのもとに行い、情報経営学の確立と人間・組織・産業・社会の発展に寄与します。」
日本情報経営学会のビジョン
　「本学会は、情報と経営を主たる対象とする学際的研究の場であり、人文、社会、自然科学にまたがる多くの研究分野における知見を動員した総合科学としての情報経営学の確立を目指す人々の集まりです。この目的を達成するために本学会は、従来の学問の枠組みや常識にとらわれず、失敗を恐れないチャレンジングな研究姿勢を持ち続け、より良い組織と社会の実現にリーダーシップを発揮します。」
歴代会長
　谷村　裕　涌田宏昭　遠山　曉　髙桑宗右ヱ門　太田雅晴　村田　潔　上田　泰　古賀広志